# Johann Rudolf Huber
Johann Rudolf Huber (Bázel, 1668. április 21. – Bázel, 1748. február 28.) svájci barokk-romantikus stílusú festő, elsősorban portréfestő.

## Életpályája
Alexander Huber gazdálkodó családban született, 1682–87 között tanult festészetet Bázelben és Bernben. Tapasztalatszerzés céljából Olaszországba és Franciaországba utazott. A berni és a bázeli céh tagja lett. Eberhard Ludwig von Württemberg hercegtől megrendeléseket kapott mennyezeti és falfestmények elkészítésére a herceg kastélyában, ezek el is készültek barokk stílusban (egy 1939-es tűzeset kapcsán majdnem mind elpusztult). 
1700–1701-ben arcképfestői és épületellenőri szolgálatokat látott el Bázelben, majd 1702-1738 közt Bernben. A berni társadalom számos tagját megfestette, beleértve a város polgármestereit is. 1738-ban visszatért Bázelbe, ott a bázeli városi tanács tagja lett. Sikeres portréfestőként működött, I. József magyar királyt és német-római császárt is lefestette. Mintegy 5000 képet rajzolt és festett, megrendelésre illusztrációkat és miniatúrákat is készített. Csendéleteket, állatképeket és tájképeket is festett.

## Galéria

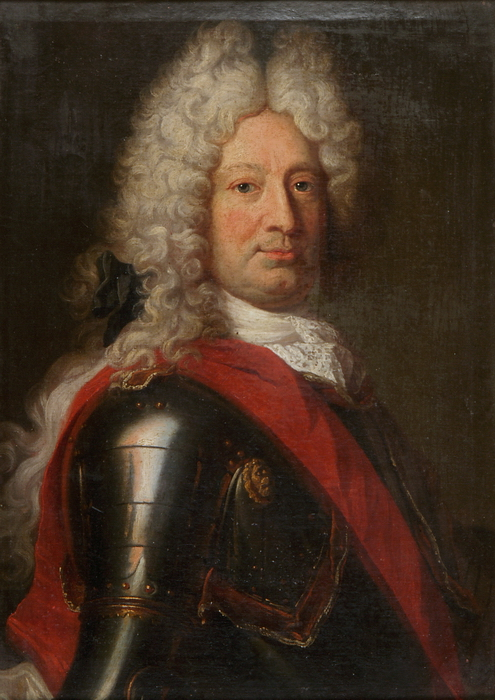
Maximilian von Mentzingen marsall portréja (1699)
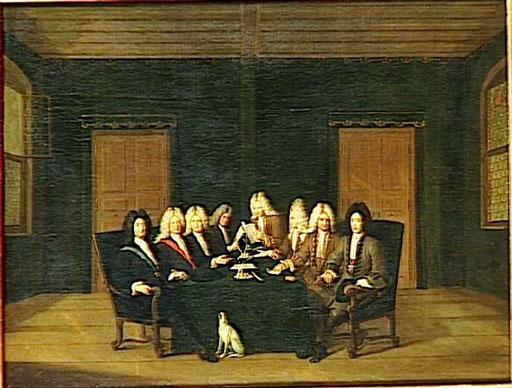
A bádeni konferencia (1714)
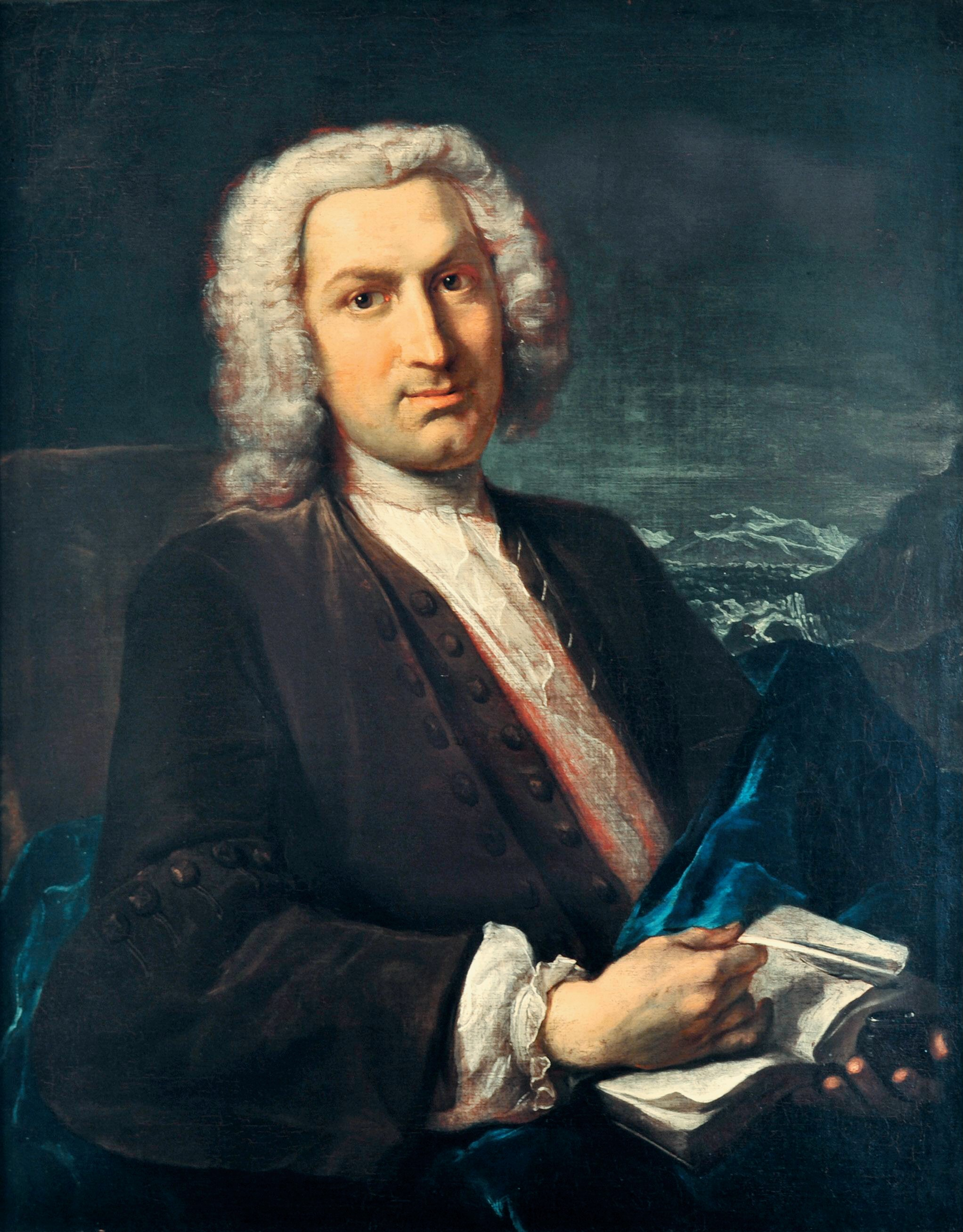
Albrecht von Haller svájci természettudós (1736)
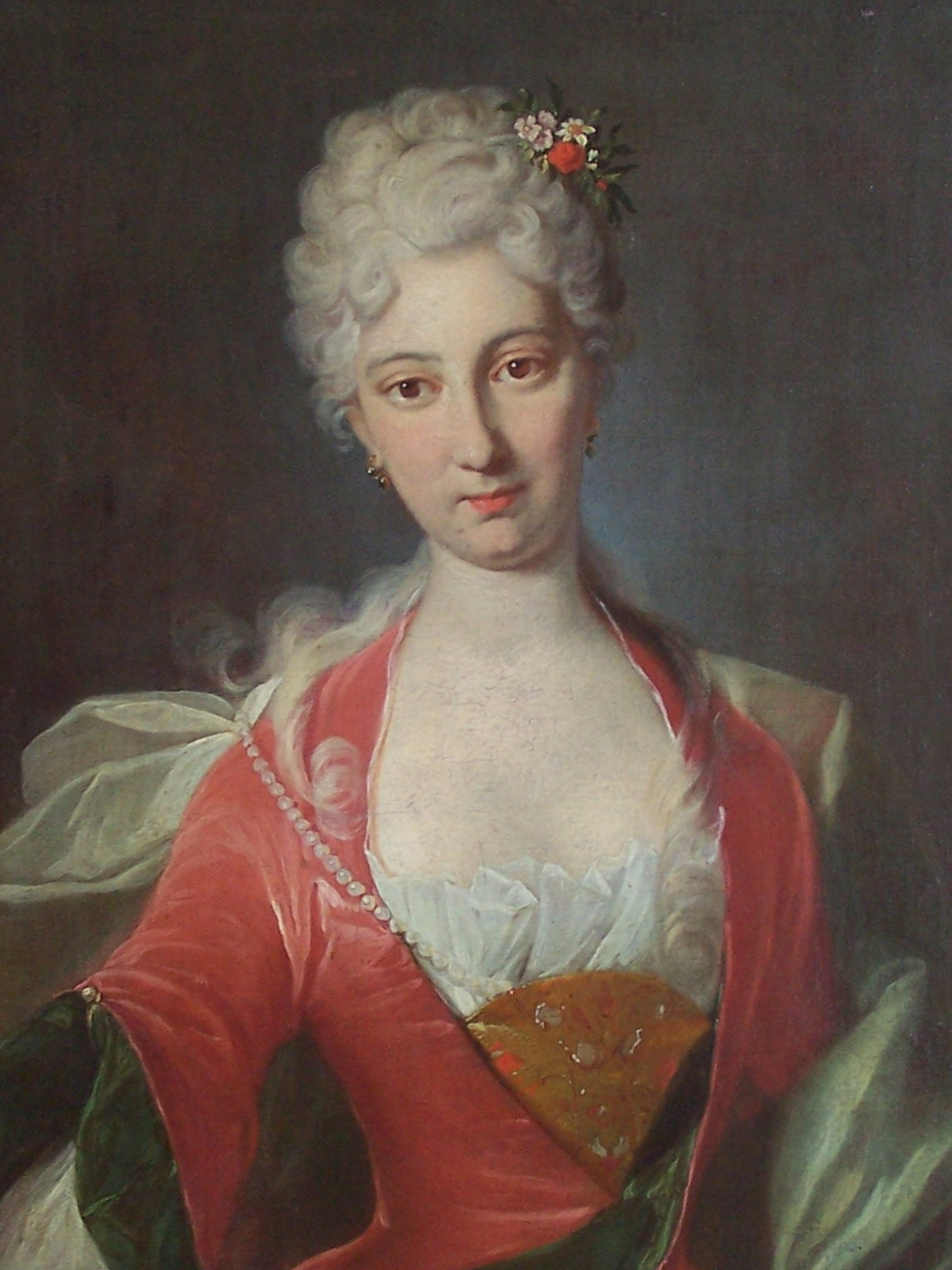
Ismeretlen hölgy portréja (1710)